# Episodi di SOKO Wismar (quindicesima stagione)
La quindicesima stagione della serie televisiva SOKO Wismar è stata trasmessa in anteprima in Germania dalla ZDF tra il 13 settembre 2017 e il 18 aprile 2018.
| nº | Titolo originale            | Titolo italiano | Prima TV Germania | Prima TV Italia |
| -- | --------------------------- | --------------- | ----------------- | --------------- |
| 1  | Der Moort                   | inedito         | 13 settembre 2017 | inedito         |
| 2  | Lass das mal die Oma machen | inedito         | 20 settembre 2017 | inedito         |
| 3  | Gegenwind                   | inedito         | 27 settembre 2017 | inedito         |
| 4  | Reifeprüfung                | inedito         | 4 ottobre 2017    | inedito         |
| 5  | Die Freuden des Alters      | inedito         | 11 ottobre 2017   | inedito         |
| 6  | Schattenkind                | inedito         | 18 ottobre 2017   | inedito         |
| 7  | Tödliche Lichter            | inedito         | 25 ottobre 2017   | inedito         |
| 8  | Knock-out                   | inedito         | 1º novembre 2017  | inedito         |
| 9  | Tödliche Nähe               | inedito         | 8 novembre 2017   | inedito         |
| 10 | Todesstrafe                 | inedito         | 15 novembre 2017  | inedito         |
| 11 | Der Eintänzer               | inedito         | 22 novembre 2017  | inedito         |
| 12 | Bittere Weihnachten         | inedito         | 29 novembre 2017  | inedito         |
| 13 | Eheversprechen              | inedito         | 6 dicembre 2017   | inedito         |
| 14 | Ein nachhaltiger Tod        | inedito         | 13 dicembre 2017  | inedito         |
| 15 | Hühnergott                  | inedito         | 20 dicembre 2017  | inedito         |
| 16 | In Versuchung               | inedito         | 27 dicembre 2017  | inedito         |
| 17 | Überfall!                   | inedito         | 3 gennaio 2018    | inedito         |
| 18 | Bauernopfer                 | inedito         | 10 gennaio 2018   | inedito         |
| 19 | Einsam                      | inedito         | 17 gennaio 2018   | inedito         |
| 20 | Spurlos                     | inedito         | 24 gennaio 2018   | inedito         |
| 21 | Fit für die Ewigkeit        | inedito         | 31 gennaio 2018   | inedito         |
| 22 | Böse Überraschung           | inedito         | 7 febbraio 2018   | inedito         |
| 23 | Luftbild                    | inedito         | 14 febbraio 2018  | inedito         |
| 24 | Alte Freunde                | inedito         | 21 febbraio 2018  | inedito         |
| 25 | Aus Liebe                   | inedito         | 28 febbraio 2018  | inedito         |
| 26 | Die Spur der Schweine       | inedito         | 7 marzo 2018      | inedito         |
| 27 | Der wie ein Wolf tanzt      | inedito         | 21 marzo 2018     | inedito         |
| 28 | Die Yacht-Jäger             | inedito         | 28 marzo 2018     | inedito         |
| 29 | Für die Tonne               | inedito         | 4 aprile 2018     | inedito         |
| 30 | Kalt serviert               | inedito         | 11 aprile 2018    | inedito         |
| 31 | Taxi-Blues                  | inedito         | 18 aprile 2018    | inedito         |